# Abasgi
In età classica, con il termine Abasgi venivano indicati alcune popolazioni che abitavano il Caucaso nordoccidentale, nel territorio della moderna Abkhazia. Nelle fonti classiche l'etnonimo Abasgi (in greco antico: Αβασγοί?, Abasgoi e Ἁβασκοί, Abaskoi  e in latino Abasci, Abasgi) è frequentemente citato insieme agli etnonimi Apsili (in greco antico: Αψιλαι? e in latino Apsilae) e Zigi (in greco antico: Ζυγοί? e in latino Zichoi), fatto che indurrebbe a credere che queste aggregazioni tribali potessero essere percepite come parte di un unico gruppo. Infatti, a partire dalla seconda metà dell'VIII secolo l'unico etnonimo usato nelle fonti per farvi riferimento rimane Abasgi.

## Collocazione geografica
Tra gli autori classici a menzionare queste popolazioni vi sono Memnone di Eraclea, Strabone, Arriano e Plinio il Vecchio. Secondo i geografi classici queste popolazioni abitavano la costa settentrionale della Colchide e, solitamente, ripartita in tre zone: settentrionale (lungo la costa tra i fiumi Pauk e Bzyb), centrale (situata tra i fiumi Bzyb e Gumista) e meridionale (tra i fiumi Gumista e Kodori). Da nord a sud, queste aree erano rispettivamente abitate da Zigi, Abasgi e Apsili. Nel II secolo Arriano riporta che nel si trovavano nel loro territorio Tibeleos (Tsebelda) e la colonia greca di Sebastopoli (Sukhumi); inoltre, gli Abasgi popolavano le sponde del non meglio identificato fiume Abascus (o Abasgus). Secondo Plinio il Vecchio e Strabone, a nord dei loro territori si trovavano i Sarmati e a sud dei loro territori, tra il Kodori e l'Enguri,  si trovavano i Sanigi o Sannoi (in greco antico: Σάνιγκι?, Sanigi e Σόανες, Soanes).

## Storia
Il territorio abitato da queste popolazioni venne annesso all'Impero romano sotto l'imperatore Traiano, che lo incorporò all'interno della provincia di Cappadocia. In seguito al parziale ritiro romano dall'area, la regione fu integrata tra il III e il IV secolo nel regno di Lazica, monarchia cliente dell'Impero romano d’Oriente. Secondo lo storiografo bizantino Procopio nel VI secolo queste popolazioni adoravano divinità arboree e fornivano eunuchi alla corte di Giustiniano. Inoltre, informa sul fatto che durante la guerra lazica il generale Bessa represse una rivolta scoppiata nel 550, quando le tribù locali giunsero a invocare il supporto dell'Impero persiano, retto dalla dinastia sassanide, contro Costantinopoli. Infine, nell'VIII secolo la regione venne definitivamente annessa dal Regno di Abcasia, a est del quale sorgeva la terra di origine degli Avari. Menzioni di una regione nota come Zichia – il cui significato era mutato sino a traslarne la posizione più a nord, sino all'estuario del Kuban e alla penisola di Taman' – si trovano anche in epoca successiva: nel De administrando imperio di Costantino VII Porfirogenito, nelle Cronache georgiane, ne Il Milione di Marco Polo e nel Libellus de notitia orbis di Johannes de Galonifontibus.

## Archeologia e identificazione etnica
La locale cultura materiale di Tsebelda, caratterizzata da una produzione metallurgica locale ben sviluppata, è solitamente associata a queste genti, che William Smith definiva «in parte pastori nomadi, in parte briganti e pirati, per la quale ultima vocazione avevano navi appositamente adatte». Viceversa, la loro identità etno-linguistica è decisamente più oscura e oggetto di dibattito accademico. Secondo alcune interpretazioni queste genti andrebbero considerate gli antenati dei moderni gruppi etnici caucasici nordoccidentali degli Abcasi e dei loro sottogruppi, quali Abazi, Gigheti e Giani. Infatti, oltre ad aver abitato la stessa area geografica, le popolazioni antiche e moderne di quest'area mostrerebbero notevoli affinità etimologiche tra gli etnonimi Abasgi (in abcaso Абазаа, Abazaa), Apsili (in abcaso Аҧсуаа, Apswa) e Zigi (in abcaso Зиххэр, Zihher) e i moderni etnonimi abcasi. Tuttavia, quest'argomento lascerebbe fuori l'etnonimo Sanigi, che mostrerebbe più affinità con quello dei vicini Sannoi, probabilmente parlanti una lingua proto-zan; inoltre, da questo etnonimo discenderebbero molti cognomi georgiani moderni quali Sanikidze, Sanikiani, Sanigiani, Sanaia.
Più in generale, nonostante dal loro etnonimo discenda il moderno esonimo cartvelico per indicare gli Abcasi (in georgiano აფხაზი?, Apxazi), un'ipotesi concorrente interpreterebbe gli Abasgi (in georgiano აბაზგები?, Abazgebi) come genti di lingua cartvelica del gruppo proto-svan, in virtù della posizione geografica.